# XO-3
XO-3 és una estrella en la constel·lació de la Girafa. L'estrella té una magnitud de 10 i no és visible a ull nu però sí a través d'un petit telescopi.

## Sistema planetari
El 2007 l'exoplaneta gegant gasós XO-3b va ser descobert pel Telescopi XO fent servir el mètode del trànsit. Aquest objecte pot ser que es classifiqui com una nana marró degut a la seva elevada massa.
| Company (en ordre des de l'estrella) | Massa           | Semieix major (ua) | Període orbital (days) | Excentricitat |
| ------------------------------------ | --------------- | ------------------ | ---------------------- | ------------- |
| XO-3b                                | 11.79 ±0.59) MJ | 0.0454 (±0.00082)  | 3.1915239 (±0.00023)   | 0.26 (±0.017) |